# 蘇克 (卑詩省)
蘇克（英語：Sooke）是加拿大卑詩省西南部首府地區一個區域自治體（district municipality），坐落溫哥華島南部，東接梅特喬辛，東南臨非建制地區胡安·德·富卡選區的東蘇克社區（East Sooke），南面瀕臨胡安·德·富卡海峽，西面和北面則與胡安·德·富卡選區的其他地域為鄰。據2011年加拿大人口普查所示，蘇克區內人口為11435人。

## 歷史
蘇克一帶原為蘇克原住民族（T'sou-ke）的地域，該族名稱據説來自過去滿佈蘇克河河口棘魚品種的原住民語言名稱。1840年代，哈德遜灣公司取得此帶地域的操控權，並從1850年起透過其轄下的普吉特海灣農業公司（Puget's Sound Agricultural Company）在現埃斯奎莫爾特、維尤羅亞爾和科爾伍德等地設立農莊，為鄰近的維多利亞堡（即現維多利亞市）供應食糧。部分歐裔殖民卻自行到科爾伍德以西的地域定居，當中首位在現蘇克一帶購地的歐裔人為於1849年到此定居的格蘭特船長（Walter Grant）。格蘭特於1853年返回英國，並將其土地售予來自蘇格蘭的穆爾家族（Muir family）。到了1855年，穆爾家族已在蘇克設立一座鋸木廠，又在此設立農場。林木業成為當地的重要經濟支柱，而當地的漁業到了20世紀初亦逐漸興旺起來。
蘇克一直沒有設立地方政府，待1999年12月7日才正式建制為區域自治體。

## 交通
區內的主要幹道為卑詩省14號公路，西通倫弗魯港，東端在蘭福德駁上卑詩省1號公路（橫加公路）。航空交通方面，最接近蘇克的主要機場為位於北沙尼治的維多利亞國際機場。

## 外部連結
- （英文）District of Sooke （页面存档备份，存于）－蘇克區政府官方網站